# Hamburg-Eidelstedt
Eidelstedt is een stadsdeel van de Duitse stad Hamburg in het district Eimsbüttel.

## Geografie
Eidelstedt ligt aan de noordwestelijke rand van Hamburg.
Het grenst aan de Hamburgse stadsdelen Schnelsen in het noorden, Niendorf in het oosten, Stellingen in het zuiden, Bahrenfeld in het westen, en Lurup in het zuidwesten. In het noordwesten grenst het aan de Sleeswijk-Holsteinse gemeenten Halstenbek en Rellingen.
Zoals veel delen van Hamburg had Eidelstedt een lange geschiedenis als boerendorp. Daar blijft evenwel niet veel van over: open woonwijken van de jaren vijftig tot zeventig met hoogbouw, woonblokken en eengezinswoningen, met drukke hoofdverkeersroutes daartussen, bepalen het stadsbeeld. Ondanks veel beton en eengezinswoningen in gele baksteen, is Eidelstedt een vrij groen deel van de stad gebleven, dat weg van de hoofdwegen een rustige nabijheid tot de landelijke omgeving laat zien. De binnenstad aan de Eidelstedter Platz, een verkeersknooppunt, heeft het karakter van een middelgroot, wat verspreid winkelcentrum. Een uitbreiding van het winkelcentrum werd in 2012 bij referendum afgewezen. De Eidelstedter Feldmark aan de oostelijke kant van het stadsdeel, over de autosnelweg, is weiland gebleven en moet worden bewaard als een quasi-natuurlijke ruimte tussen twee nederzettingsassen van Hamburg.

## Geschiedenis
Eidelstedt, dat tot ver in de 18e eeuw Eilstede, Eylstedt of Eylenstede heette, werd voor het eerst genoemd in 1347 in het register van de pastoor van Eppendorf. Ook de molen van Eidelstedt werd in die tijd vernoemd. Als een duidelijk afgebakende mark in 1588, bestond Eidelstedt uit "acht volle en vijf half-boerderijen" en twaalf huisjes, waarvan één bedoeld was voor de gemeenschapsherder.
Het achtervoegsel -stedt kan duiden op de Saksische stichting van een ronddorp door een kolonist genaamd Eyler en zou dus het huis van Eyler betekenen. Volgens een andere lezing is het echter afgeleid van Ilenstätten, een bloedzuigersplaats, aangezien tot het einde van de 19e eeuw in de Mühlenau die door de plaats loopt en ook in de Mühlenteich bloedzuigers werden gevangen voor medisch gebruik.
Met het Gottorf-akkoord kwam Eidelstedt in 1768 aan de Deense staat als onderdeel van de heerlijkheid Pinneberg. Het dorp werd afgescheiden van de parochie Eppendorf en toegevoegd aan de parochie van de nieuwe kerk van Niendorf.
In 1908 beschreef Henning Oldekop in zijn topografie van het hertogdom Holstein een overwegend landelijke structuur met melkveehouderij en groenteteelt, alsook tien boomkwekerijen en tuinbouwbedrijven. Toch was er al een omvangrijke industriële productie (verf en lak, houtazijn, draadgaas, kalkzandsteen, kunstmest, visconserven en bier).
In de jaren twintig verdween het veen Jaarsmoor in het noordwesten. Eidelstedterbrook in het noorden en het Sprützfeld in het westen werden gekapt en bebouwd.
In 1927 werd Eidelstedt opgenomen in Altona, en in 1937 werd het een stadsdeel van Hamburg. Het maakt sinds 1951 deel uit van de Hamburgse district Eimsbüttel.
Op de 27 september 1944 werd aan de Friedrichshulder Weg (huidig stadsdeel Lurup) het vrouwenkamp Eidelstedt ingericht als buitenkamp van het concentratiekamp Neuengamme.

In 1979 werd een parlementaire onderzoekscommissie ingesteld naar aanleiding van de vondst van chemische wapens en gif op het terrein van de chemische fabriek Stoltzenberg in de zuidpunt van Eidelstedt.
- Minderjarigen: 16,4 % [Hamburg gemiddelde: 16,3 % (2017)].[5]
- Ouderen: 22,1 % [Hamburg gemiddelde: 18,2 % (2017)].[6]
- Aandeel buitenlanders: 16,4 % [Hamburg gemiddelde: 17,1 % (2017)].[7]
- Werkloosheidscijfer: 5,6 % [Hamburgse gemiddelde: 5,2 % (2017)].[8]

Het gemiddelde jaarinkomen in 2013 per belastingplichtige bedroeg in Eidelstedt € 30.938 per jaar (2013), het Hamburgse gemiddelde is € 39.054.

## Cultuur en bezienswaardigheden
Het Eidelstedter Bürgerhaus is een cultureel centrum. Het werd ingericht in oktober 1980 in het gebouw van de oude Elbgaustraße-school. Naast culturele evenementen zoals theater, comedy en concerten zijn er regelmatig cursussen. In 1984 vond hier het eerste Chaos Communication Congress plaats, een jaarlijkse bijeenkomst georganiseerd door de Chaos Computer Club. In het gebouw is ook het Heimatmuseum Eidelstedt gevestigd. Het museum is opgericht in 1984 en heeft meer dan 7.500 stukken verzameld.
In de wijk staat sinds 1906 een door architect Hugo Groothoff ontworpen kerk die sinds de jaren vijftig Elisabethkirche heet.

## Parken
Het Sola-Bona-Park ligt aan de Kieler Strasse ten noorden van het goederenringspoor. Het vormt de zuidelijke toegang tot het Eidelstedter Feldmark en ontleent zijn naam aan een inscriptie op een villa in het park: "sola bona quae eerlijka" ("Goed [is] alleen wat eervol is"). De voormalige eigenaar was een katholieke geestelijke die zich in Hamburg tot het protestantisme had bekeerd. Hij zette hier een herberg op en in het park plaatste hij priëlen en schuilplaatsen. Er zijn veel botanische zeldzaamheden, vaak niet-inheems, zoals de rode ceder (die tegenwoordig niet meer in openbare parken wordt geplant om redenen van soorten- en vogelbescherming), evenals een Engelse eik, waarvan de leeftijd tussen 320 en 420 jaar werd geschat. De boom werd in het weekend van 28/29 oktober 2017 volledig van zijn kroon beroofd door de storm "Herwart".

## Verkeer
De snelweg A7 loopt door de wijk in noord-zuid richting. De A23 takt ervan af bij het knooppunt Hamburg-Nordwest, richting Heide (Holstein). De voormalige Altona-Kieler Chaussee liep binnen Eidelstedt over de huidige Kieler Straße en Holsteiner Chaussee. Bundesstraße 4 loopt door Eidelstedt tussen de snelwegaansluitingen Hamburg-Stellingen (nr. 26 van de A 7) en Hamburg-Eidelstedt (nr. 21, van de A 23) op de autosnelweg, die hier in 1964 werd geopend om het centrum van Eidelstedt te omzeilen. Toch is de voormalige route van de B 4 en de vorige Altona-Kieler Chaussee een drukke verkeersader gebleven. Bij Eidelstedter Platz ontmoet deze de buitenste van de drie ringwegen van Hamburg, de Ring 3, die in Eidelstedt bijna continu eenbaans is. Regelmatige files in de spits zijn het gevolg. Dit heeft ook gevolgen voor de lokale bussen, die hun vertragingen meenemen naar verre delen van de stad.
De spoorlijn Hamburg-Altona - Elmshorn loopt langs de zuidwestelijke rand van Eidelstedt met uitgebreide faciliteiten in de spoorwegwerkplaats Hamburg-Eidelstedt waar ook ICE-treinen worden onderhouden. Deze werd in 1991 geopend op de plaats van het in onbruik geraakte rangeerstation Eidelstedt. Het traject Diebsteich - Pinneberg van de S-Bahn van Hamburg met de stations Eidelstedt en Elbgaustraße van de S21 (Elbgaustraße- Aumühle) en S3 (Pinneberg - Stade) loopt langs de noordelijke rand van de spoorwegfaciliteiten. Ten noordwesten ervan ligt de Elbgaustraße-onderhoudsfaciliteit van de S-Bahn.
De hoofdlijn van de Altona-Kaltenkirchen-Neumünster (AKN) spoorlijn, die de wijk in noord-zuid richting doorkruist, sluit aan bij de S-Bahn-lijn bij het station Hamburg-Eidelstedt. De treinen van de AKN (lijn A1) beginnen en eindigen hier. Het treinstation van Eidelstedt werd gerenoveerd voor het wereldkampioenschap voetbal in 2006. Bovendien werd in 2006 een kruisingsvrije lus voor de enkelsporige AKN-lijn gecreëerd. Het noordelijker en een beetje verder van het centrum gelegen station Eidelstedt Ost werd in 2004 door het modern ogende station Eidelstedt Centrum vervangen. Vanaf hier is de route tweeledig naar het noorden. Aan de noordelijke rand van de wijk ligt sinds 2004 het nieuwe treinstation Hörgensweg, in de nabijheid van enkele grote bouw- en supermarkten en de Basisschool Julius Leber.
De zuidelijke grens van Eidelstedt wordt gevormd door het goederenringspoor naar Rothenburgsort, die, ten noorden van het treinstation Eidelstedt, nabij het voormalige rangeerstation, aansluit op de lijn Elmshorn - Neumünster.
Talrijke buslijnen zorgen voor een goede verbinding van het stadsdeel met andere delen van Hamburg.

## Economie
De meeste commerciële en industriële bedrijven zijn van oudsher gevestigd ten zuiden van het goederenringspoor, en dan vooral op de Schnackenburgallee. Verder zijn er ook bedrijven langs de Kieler Strasse en Holsteiner Chaussee.

### Gevestigde bedrijven
Het hoofdkantoor en het logistieke centrum van Axro Bürokommunikation Distribution Import Export bevindt zich in Eidelstedt. MEGA eG is een Duitse groothandel op het gebied van renovatie, renovatie en modernisering.